# Hemiteles similis
Hemiteles similis är en stekelart som först beskrevs av Gmelin 1790.  Hemiteles similis ingår i släktet Hemiteles och familjen brokparasitsteklar. Arten är reproducerande i Sverige. Inga underarter finns listade i Catalogue of Life.